# Notolabrus cinctus
Notolabrus cinctus là một loài cá biển thuộc chi Notolabrus trong họ Cá bàng chài. Loài này được mô tả lần đầu tiên vào năm 1877.

## Từ nguyên
Từ định danh của loài, cinctus, trong tiếng Latinh có nghĩa là "đai thắt lưng", hàm ý đề cập đến dải màu đen ở giữa cơ thể.

## Phạm vi phân bố và môi trường sống
N. cinctus có phạm vi phân bố ở Tây Nam Thái Bình Dương. Đây là một loài đặc hữu của New Zealand, nhưng phần lớn tập trung ở Đảo Nam, và phổ biến ở các đảo Stewart, quần đảo Snares, quần đảo Auckland và quần đảo Chatham; tuy vậy vẫn được ghi nhận (nhưng hiếm) ở Wellington (phía nam Đảo Bắc), Napier (bờ đông Đảo Bắc) và quần đảo Three Kings.
N. cinctus sống gần các rạn đá ngầm ở độ sâu đến 40 m, nhưng cũng được phát hiện ở vùng nước sâu đến 91 m.

## Mô tả
N. cinctus có chiều dài cơ thể tối đa được ghi nhận là gần 30 cm. Cơ thể cá trưởng thành màu xám (sẫm ở thân trên và trắng hơn ở thân dưới); vảy có những chấm nhỏ màu trắng. Một dải sọc dọc màu đen ở khoảng giữa thân. Môi, cằm và vùng họng có màu trắng. Vây ngực trong mờ phớt đỏ; các vây còn lại màu xám. Cá con màu ô liu hoặc nâu nhạt và thiếu dải đen.
Số gai ở vây lưng: 9; Số tia vây ở vây lưng: 11; Số gai ở vây hậu môn: 3; Số tia vây ở vây hậu môn: 10; Số gai ở vây bụng: 1; Số tia vây ở vây bụng: 5.

## Sinh thái
N. cinctus sinh sản vào mùa hè. Thức ăn của N. cinctus chủ yếu là các loài động vật thân mềm và động vật giáp xác. Cá con được ghi nhận là có hành vi làm vệ sinh (ăn ký sinh và mô chết) cho những loài cá lớn hơn.

### Trích dẫn
- B. C. Russell (1988). "Revision of the labrid fish genus Pseudolabrus and allied genera" (PDF). Records of the Australian Museum. Quyển 9. tr. 1–72.